# Васпитање кроз историју
Васпитање је одувек имало важну, прогресивну улогу у филогенетском (развој друштва) и онтогенетском (развој индивидуе) развоју човека, као и у развоју друштвеног живота и друштвених односа. Васпитање као делатност је стара колико и човек и друштво, као облик организовања људи кроз историју. Један од начина да се сагледа комплексност процеса развоја васпитања кроз историју односи се на разматрање основних карактеристика васпитања у оквиру историјских епоха.
Иако је васпитање имало различит значај у току историје, као и различите циљеве, постоји одређена инваријантност, односно непроменљивост структуре, улоге и сврхе васпитања. Васпитање увек садржи преношење вредности једне културе с једне генерације на другу. У томе се види и конзервирајућа улога васпитања у очувању друштвених односа, карактеристичних за друштвене слојеве.

## Васпитање у првобитној заједници
У праисторији, васпитање је имало само практичну и утилитаристичку улогу. Суштина је била младима пренети знања и вештине (метафора чувања ватре) како би се омогућио опстанак. Није постојало као издвојена делатност, већ се одвијало кроз свакодневне активности. Главни циљ је био постићи међугенерацијски и интергенерацијски трансфер знања и искуства, што знатно добија на значају са настанком родовских и племенских заједница, пошто је било потребно пренети већи обим искуства (полако се јавља потреба за делимичним издвајањем делатности васпитања из свакодневних активности).
Са нагомилавањем искуства које је требало пренети, јавила се и потреба за постепеним и делимичним издвајањем делатности васпитања из контекста свакодневних активности. Задужења за трансфер искуства су преношена на старије особе, које су временом мање учествовале у свакодневним активностима заједнице и чији је задатак све више настојао да пренесу нагомилано искуство младима и одраслим припадницима заједнице. Тако се први пут јављају "учитељи". Свакако, не долази до потпуног издвајања васпитања као делатности, јер се ове активности и даље обављају у свакодневном животу.

## Васпитање у старом веку
У старом веку се први пут формира држава, организовани облик људског друштва, док у праисторијском друштву, оваква организација није постојала. У старом веку, након појаве писма, постепено почињу да се уобличавају мисли и идеје о васпитању, као и да се јавља потреба да се стечена знања уреде и систематизују. Такође се јављају и друштвени слојеви, подела рада, а дешавају се и друге друштвене промене. Главна карактеристика јесте управо стварање друштвених слојева, у ком су доминирали аристократе и робови.
Зачеци педагогије као научне области се први пут јављају код старогрчких филозофа (Сократ, Платон и Аристотел). У овом периоду се, такође, први пут јавља устонова школе, са циљем образовања припадника државног апарата. Школе су биле намењене само припадницима владајућег сталежа (док се код робова васпитање и даље одвија у склопу свакодневних активности) и у њима су се училе вештине читања и писања. Као последица великог нагомилавања знања и вештина у различитим областима људске делатности, временом се јавља и потреба за њиховим организованим преношењем, са једне генерације на другу, као и између осталих припадника заједнице.
Васпитање се јавља као издвојена делатност, независна од различитих других људских делатности и од свакодневних активности слободних људи.

### Васпитање у Атини
Главни чланак: Васпитање у Античкој Атини
Циљ васпитања је, у Атини, био хармонијски развој личности, којим је требало да се постигне развој интелектуалних, моралних и физичких својстава. Термин ’паидеја’ се односио на васпитање мушке деце из аристократског сталежа. Паидеја је представљала свеобухватну концепцију васпитања и образовања, која је укључивала образовање кроз учење садржаја разних области, као и социјализацију која се односила на припрему деце за активно учешће у аристократском поретку полиса. У школама су подучавани о читању, писању, рачунању, књижевности и уметности, а постојале су и посебне филозофске школе (Академија и Ликеј). Посебан значај су придавали физичком васпитању што се види кроз стварање институције Олимпијских игара 776. године п.н.е.
Циљ васпитања у Античкој Атини је био хармонијски развој личности изражен кроз идеал који је одређен као калокагатија (леп, добар). Концепција васпитања треба да води складном развијању духовних и физичких својстава индивидуе и она је била преовлађујућа концепција у целом античком грчком свету.
Атински систем васпитања је предвиђао:
- до 7. год васпитање у породици
- од 7. до 14. године школе граматиста и китариста
- од 13. године палестре
- од 16. до 18. године гимназија
- од 18. до 20. године ефебе

### Васпитање у Спарти
Главни чланак: Васпитање у Спарти
У Спарти се друштво делило на спартијате, перијце (слободни грађани) и хелоте (робови). У Спарти је циљ васпитања био знатно другачији. Циљ њиховог васпитања јесте стварање успешних војника. Названо је агога, односно вођење или вежбање. Мушка и женска деца су живела са родитељима, да би дечаци били одвајани од родитеља од 7 до 18 године. Мушка деца, која су рани период живота проводила у посебним војничким логорима, где су упражњавали различите гимнастичке и војне вежбе које су биле изузетно сурове. Ментално заостала деца и инвалиди би се бацали са литице са планине Тајгет. Васпитање девојчица се водило у породици, али и оно је било војнички оријентисано. Мали значај је придаван интелектуалном развоју, па је познат појам ’лаконског говора’ карактеристичног за Спартанце.

### Васпитање у Риму
Главни чланак: Васпитање у Риму
Највећи утицај на Рим је имала култура античке Грчке. Рим је прихватио филозофију и гимнастику Античке Грчке и често је упражњавао. У почетку се васпитање одвија у кругу породице, где су дечаци били подучавани од стране роба, а прве школе се појављују у 4. веку п.н.е.
Око седме године, родитељи су слали своју децу, углавном мушку, у основне школе, чији је учитељ у доста случајева имао грчко порекло. Затим би, деца од 11 година била подучавана читању и писању, рачунању, а учили би и грчки језик. Са 12 година, деца би похађала граматичку школу, где би их подучавали римској и грчкој књижевности. Васпитање на овом нивоу је имало за главни циљ припрему младих за послове у државној управи, па је битну улогу у образовању имало римско право. Васпитање и образовање у Риму сводило се на то да деца елите имају привилегију да приступе овим часовима, и за то су охрабривана, док су деца из нижих слојева подстицана да се баве пословима као што су се бавили и њихови родитељи (углавном земљорадња и сточарство).

## Васпитање у средњем веку
Главну карактеристику друштва средњег века чине феудални односи и превласт хришћанства, што је знатно утицало да се ова епоха означава као ’мрачно доба’. Црква је имала доминантну улогу, како у друштвеном животу, тако и у васпитању. Наиме, васпитање је имало улогу у стварању верника и поданика.  Такође, није постојало организовано васпитање и образовање, већ се водило у манастирима и приступ су имала само мушка деца. Посебна пажња придавана је васпитању витезова. Наставни програм чиниле су ’седам слободних вештина’: граматика, реторика, дијалектика, аритметика, геометрија, астрономија и музика. Школу су похађали само дечаци, а тек у позном средњем веку и девојчице из богатих породица. Феудалном друштвеном поретку није био потребан писмен народ. Тек развојем занатства јављају се услови за институционализацију васпитања. За позни средњи век карактеристична је појава првих универзитета на тлу Европе, у Болоњи и Паризу.

## Васпитање у новом веку
У новом веку, појавом ренесансе, полако се враћају вредности античке Грчке и Рима и долази до великих научних открића. Започиње процес ослобађања од стега религије и предоминантног утицаја цркве у друштву. Након индустријске револуције, мануфактурна производња замењена је машинском, па се и васпитање и образовање оријентишу ка задовољавању ових, новонасталих потреба. Увиђа се значај масовног васпитања и образовања и настава у школи почиње да се одвија на матерњем, уместно на латинском језику. У овом периоду се постављају основе за систем васпитања и образовања какав је данас- уводе се ’народне школе’, јавља се потреба за развојем стручног и високошколског образовања. Настају многи универзитети, као и установе вискокошколског образовања.

## Васпитање у модерном добу
Када је у питању капиталистичко и савремено друштво, јавља се серијска и масовна производња, ствара се радничка класа. Васпитање и образовање стављају се непосредно у функцију унапређивања производње. Смисао васпитања и образовања је стварање продуктивног радника. Васпитање и образовање постају обавезни (основна школа). Ствара се и усавршава систем васпитања и образовања, а посебно област стручног образовања. У 17. веку, Јан Амос Коменски ствара идеју о реформацији система образовања и стварају се услови за масовне основне школе које похађају деца свих узраста.